# Silvertown
Silvertown est un district du Borough londonien de Newham au nord-est du centre de Londres.
Son nom provient des manufactures établies par Stephen William Silver (en) en 1852.